# Халлиген

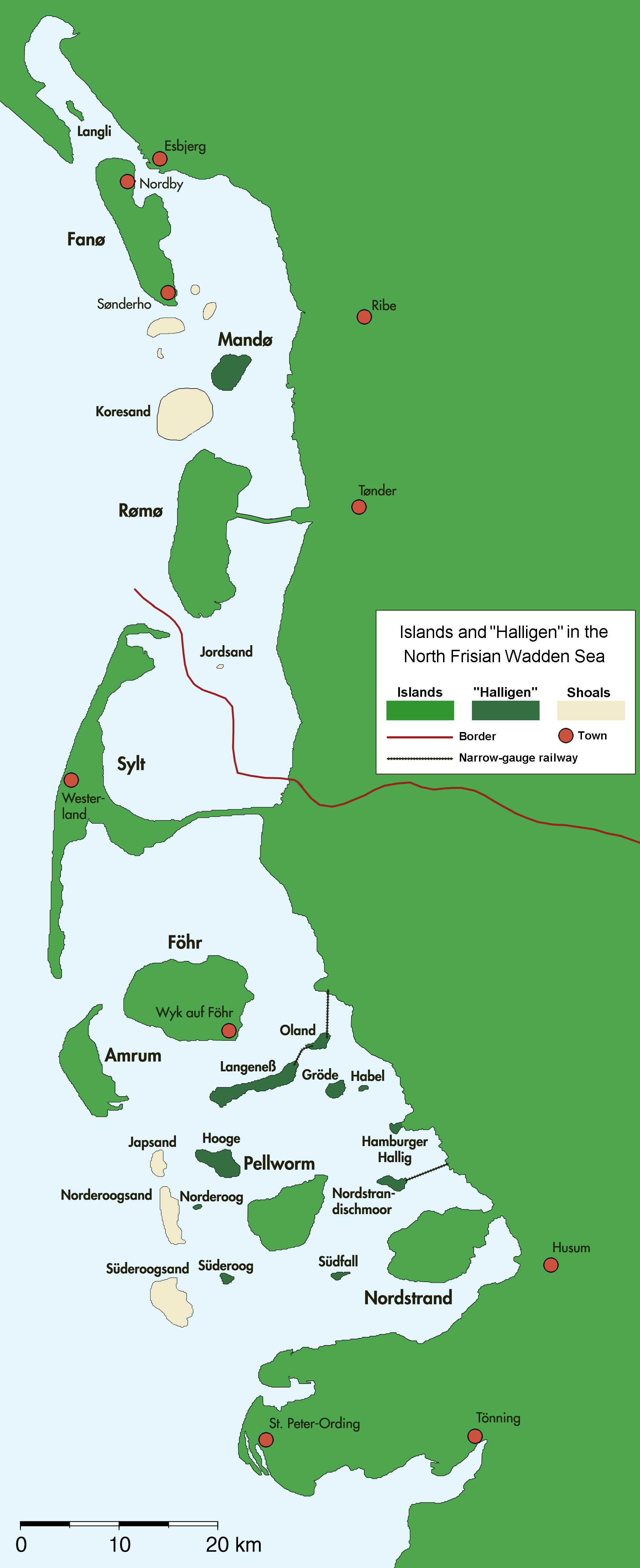
Халлиген (тёмно-зелёный цвет) среди Северо-Фризских островов

Халлиген — это группа небольших, мало- или вовсе не укреплённых маршевых островов в составе Северо-Фризских островов, которые могут затопляться во время штормовых приливов. Это отличает их от других соседних островов. Они расположены в северно-фризской части Ваттового моря, на побережье Северного моря Шлезвиг-Гольштейна и на побережье Северного моря Дании. Десять существующих на сегодняшний день халлигов общей площадью 956 гектаров сгруппированы по кругу вокруг острова Пелльворм, который сам по себе не является халлигом. Семь из десяти островов в настоящий момент населены.
Эти острова возвышаются всего на несколько метров над уровнем моря, поэтому во время сильного прилива они, за исключением искусственно насыпанных холмов, на которых расположены дома, затопляются. Их флора имеет устойчивые к соленой воде виды, которые придают ландшафту особый характер. Ещё одна особенность заключается в том, что там нет источников пресной воды, поэтому на этих островах нет другой пресной воды, кроме дождевой. В прошлом дождевая вода собиралась в специальных сборниках — фетингенах.

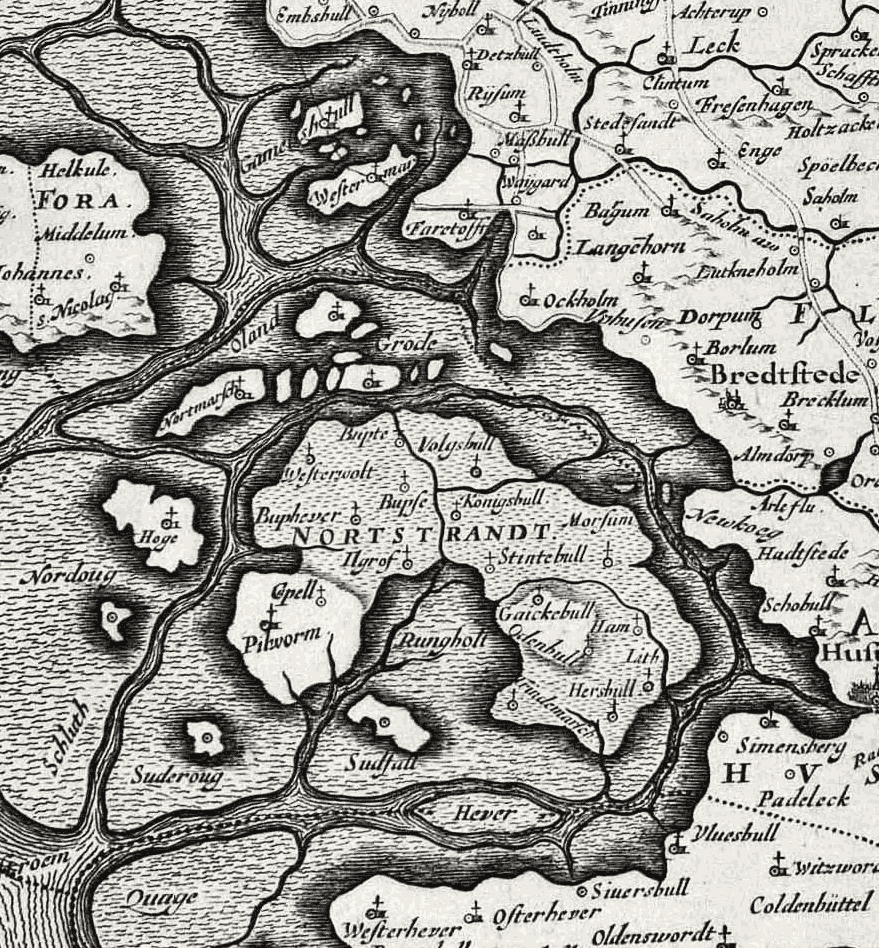
Район Халлиген в 1650 г. на карте Йоханнеса Мейера

Халлиген — это геологически молодые острова, которые возникли только в прошлом тысячелетии в результате заиливания или затопления во время наводнения на старом, затонувшем болоте, или — в случае острова Нордштрандишмор — части бывшего более крупного острова.
В отличие от Халлиген, соседние острова Зильт, Амрум и Фёр имеют твёрдое основание, а Нордштранд и Пелльворм являются остатками старых маршей. Иногда эти острова укрупнялись за счёт взаимного слияния. Поскольку у Халлиген долго не было береговых укреплений, они часто меняли форму. Со временем многие снова исчезли, другие обрели связь с материком. Хамбургер-Халлиг больше не остров, но имеет все другие особенности Халлиген.
На Халлиген живёт не так много людей. Их доход связан в основном с туризмом, защитой прибрежных районов и сельским хозяйством. Эта последняя деятельность в основном включает выращивание крупного рогатого скота на плодородных, часто затопляемых, соляных лугах.
Халлиген находятся в национальном парке Шлезвиг-Гольштейнские ватты. Коммерчески освоенные острова Нордштрандишмор, Грёде, Оланд, Лангенес и Хоге окружены заповедной территорией, но не являются её неотъемлемой частью. Малые острова Хабель, Зюдфалль, Зюдерог и Нордерог, а также Хамбургер-Халлиг являются частью национального парка. Прогулки по ваттам и информационные встречи предлагаются туристической рекламой и администрацией парка.
На западе немецкие Халлиген защищены от открытого моря Северо-Фризским барьерным островом.
Остров Маннё в датской части Северно-Фризских островов также технически является одним из Халлиген, хотя он находится далеко от других десяти, сгруппированных вместе. До Маннё можно добраться с материка через грязевые отмели во время отлива.
Кулинарный символ островов — халлигенский бутерброд с креветками.